# M14 (пушка)
 Тази статия е за оръжието М14.  За звездният куп вижте M14.  
М-14 е американска 7,62-милиметрова пушка с избирателен огън. Създадена е в средата на 50-те години и се използва в американската армия и към днешна дата, макар и в ограничени количества. От нея е разработена и снайперската пушка M21 SWS. Изместена е от по-масовата и по-динамична M16.

## История
Произходът на М14 може да се проследи до M1 Гаранд, датираща от 1936 година и широко използвана във Втората световна и Корейската война. Въпреки че Гаранд е била една от най-добрите пушки в света за времето си, тя е имала и своите недостатъци. Основният проблем е малкият пълнител – едва 8 патрона, което дори не позволява автоматична стрелба и налага често презареждане. В хода на ВСВ започват експерименти по подобряването на дизайна, като пълнителят е заменен с нов, по-голям – с вместимост 20 патрона. Създадени са и оръжия с възможност за автоматична стрелба. В края на войната Уинчестър, Ремингтън и Спрингфийлдската оръжейна, която произвежда М1, предлагат нови дизайни за оръжие. Като най-добър е оценен прототипът на самия Джон Гаранд – T20, който служи като основа на множество изпитателни пушки от 1945 до началото на 50-те. Една от тях е T25, която използва модифицирани 7,62-мм боеприпаси, но със стандартен пълнител. В средата на 50-те години T44, произлизаща от Т25 и Т20, е избрана след конкурс като основна бойна пушка на американската армия. Официално е приета на въоръжение през 1959 като М14, но заради прекъсванията в производството 101-ва въздушно-десантна дивизия е единствената, която е напълно оборудвана с тези пушки до 1961. Използва се във войната във Виетнам, но изтеглянето ѝ от употреба започва в периода 1966-69. Заменена е от M16, която официално е записана като пушка „Стандарт А“ през януари 1968, а впоследствие М14 е записана като „Ограничен стандарт“. Много висши военни са против това решение, считайки М16 за „детска играчка“ с неадекватна огнева мощ (М16 засича много често, а почистването ѝ в бойна обстановка е трудно. М16 е заменена от М16А1, при която е въведено бутало, чието натискане няколко пъти след засичане води до изхвърляне на праха, предизвикал засичането, и готовност за стрелба).

## Дизайн
- Отличителни белези (печат, емблема и т.н.)
- Нарезна цев, 1:12 инча, 4 улея
- Байонет (М6), влиза като допълнително приспособление
- Нормален мерник, възможност за оптичен
- Дължина – 1,18 м
- Дървен приклад
- Ремък
- Възможност за избирателен огън – автоматичен и полуавтоматичен режим

## Употреба
- Виетнамска война – въпреки голямата дължина и тегло, М14 се използва успешно в тази война. Голямата начална скорост на куршума и далекобойността ѝ осигуряват отлично представяне, особено срещу укрепили се врагове. Въпреки това заради влагата в джунглите на Виетнам е имало тенденция дървеният приклад на пушката да се раздуват, което значително влошава цялостното ѝ представяне (включително и точността). Този проблем е преодолян като прикладът започва да се изработва от фибростъкло. Големият калибър на боеприпасите също прави автоматичната стрелба много трудна, ако не и невъзможна.
- Битка за Могадишу – през 1993 някои войници са били въоръжени с М14.

Множество снайперски модификации остават на въоръжение и днес в американската армия. Т.нар. „Стара гвардия“ (3-ти американски пехотен полк) във Вашингтон е единствената американска бойна част, която използва М14 като стандартно оръжие. Пушката се използва и при церемонии за салюти, най-вече при погребения на загинали войници и полицаи.

## Варианти
- М15 – По-тежък вариант на М14 с двунога, предназначен като отрядно автоматично оръжие. Обявен за старомоден още преди да започне производството му.
- М14Е1 – Вариант с различни видове сгъваем приклад, за парашутисти, танкисти и т.н. Не е стандартизиран и следователно остава неизползван.
- М14Е2/А1 – по-нов вариант на М15, тестван през 1963 като М14Е2, но стандартизиран и използван като М14А1.
- М14М/NM – М14М е гражданска версия само с режим на полуавтоматичен огън. М14NM е вариант на М14М, произвеждан съобразно държавните военни стандарти за точност (National Match).
- М14 SMUD – специализиран вариант, предназначен за унищожаване на невзривени боеприпаси от разстояние. Всъщност това е M14NM с оптичен мерник.
- Mk 14 Mod 0 EBR – по-къс вариант със сгъваем приклад и множество гнезда за допълнителни приспособления по индивидуален избор – байонет, оптичен мерник и други.
- DMR – съкращение за Designated Marksman Rifle – пушка за специализирани стрелци, използва се от Морската пехота.
- M14K – граждански вариант произвеждан от Смит Ентърпрайс, Аризона, с части от картечница М60 и избираема скорострелност.

## На въоръжение
- Австралия
- Венецуела
- Виетнам
- Гърция
- Доминиканска република
- Еквадор
- Естония
- Етиопия
- Израел
- Исландия
- Колумбия
- Коста Рика
- Латвия
- Ливан
- Литва
- Нигер
- Салвадор
- САЩ
- Тайван
- Турция
- Филипини
- Южна Корея